# Avenida 24 de Setiembre (San Miguel de Tucumán)

La Avenida 24 de septiembre es una avenida y calle de San Miguel de Tucumán, Tucumán, Argentina. Se extiende por 1400 metros desde la intersección de las avenidas Mitre y Alem hasta las avenidas Avellaneda y Sáenz Peña. En esta calle cambia la numeración y nombre de las calles como así también divide entre los barrios Norte y Sur de la ciudad.

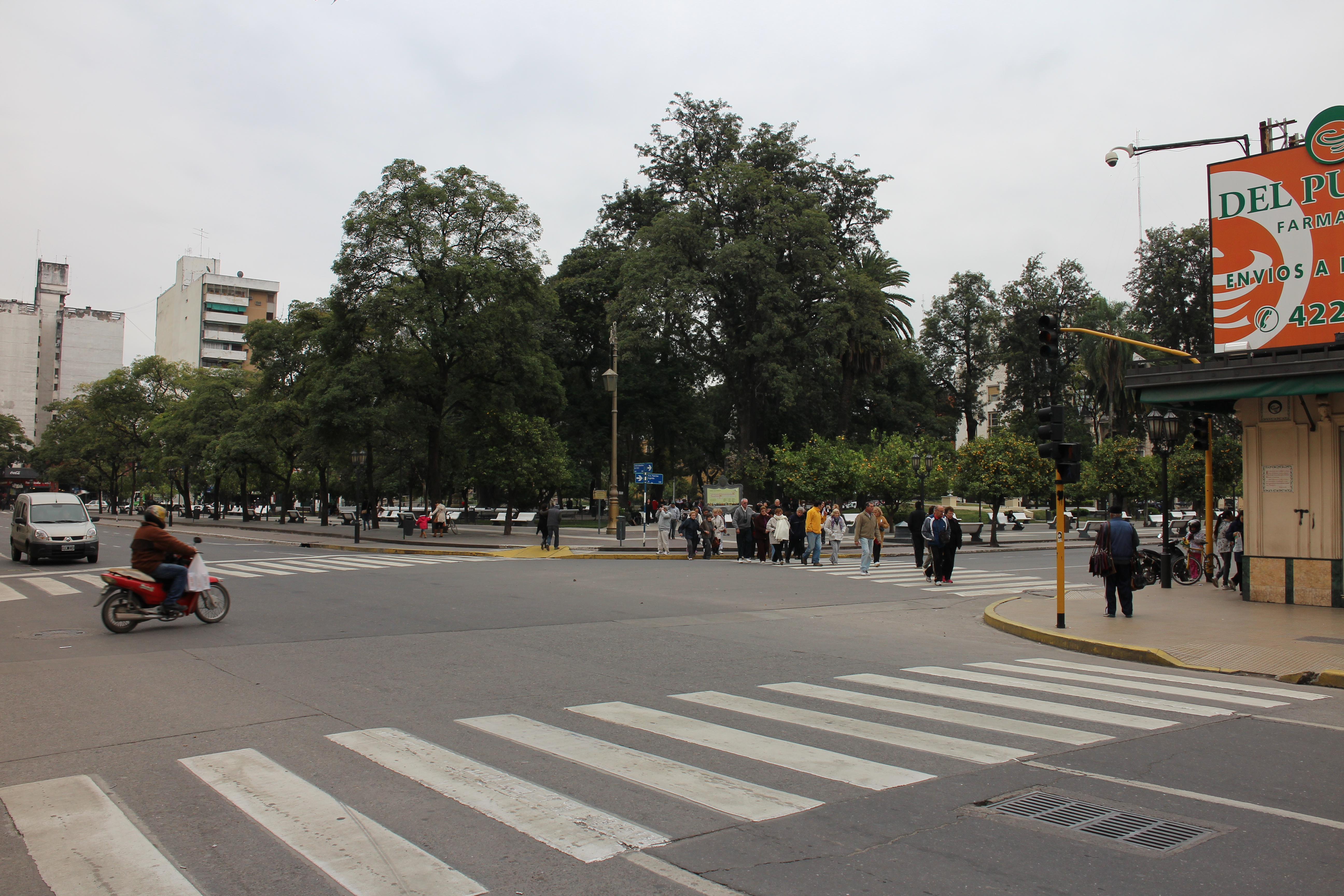
Intersección de 24 de septiembre y Congreso

## Historia
Originalmente la arteria fue creada durante el trazado colonial de la ciudad de 1685, siendo ampliada en 1879 por el llamado Ensanche Liberal. En el barrio de El Bajo, cercano a la calle en sentido este, se creó un núcleo comercial tras la llegada del Ferrocarril Central Norte a Tucumán en 1892.
En 1900 se amplió la avenida hacia el oeste de la capital, dando paso a la actual Avenida Mate de Luna. El 28 de julio de 1967 se promulgó el ensanche de la calle 24 de septiembre entre Marco Avellaneda y Sáenz Peña. Esto se dio con base en la gran cantidad de autos que ingresaban al centro de San Miguel de Tucumán, lo cual dificulta el acceso y el tránsito vehicular.
Por ello se reglamentó una nueva línea de modificación que dejaba 10 metros de espacio hacia el norte y 4 metros hacia el sur. El proyecto solo se llevó a cabo entre las calles Buenos Aires y Virgen de la Merced. En 2015, a raíz de una inundación que acabó con la vida de una persona sobre el puente Central Córdoba en el bulevar Bernabé Aráoz, se colocaron carteles de medidas preventivas ante las inundaciones frecuentes en la zona.

## Sitios de interés
A lo largo de esta avenida se desarrollan varios lugares de interés y emblemáticos:
- Catedral de San Miguel de Tucumán
- Escuela Rivadavia
- Archivo de la Provincia de Tucumán
- Iglesia de La Merced
- Museo Folclórico Manuel Belgrano
- Plaza Independencia
- Colegio Santa Rosa
- Casa Nougués
- Hotel Metropol
- Complejo Deportivo Nicolás Avellaneda